# Michael Llewellyn-Smith
Michael Llewellyn-Smith (25 aprile 1939) è un diplomatico e storico britannico.

## Biografia
Llewellyn-Smith frequentò il Wellington College di Crowthorne, nel Berkshire, passando poi al New College di Oxford, in cui ebbe modo di studiare la storia antica e la filosofia classica. Dopo aver pubblicato nel 1965 The Great Island: A Study of Crete, entrò a far parte del Servizio diplomatico di Sua Maestà (Her Majesty's Diplomatic Service o HMDS) nel 1970 e si stabilì ad Atene come console generale il 29 marzo 1980. Nel 1973 scrisse Ionian Vision: Greece in Asia Minor, 1919–1922 sulla guerra greco-turca.
Fu Ambasciatore del Regno Unito in Polonia dal 1991 al 1996, anno in cui venne nominato Cavaliere di Gran Croce Onorario dell'Ordine Reale Vittoriano, e Ambasciatore in Grecia dal 1996 al 1999. Dopo il pensionamento, Llewellyn-Smith scrisse e tenne varie conferenze in Gran Bretagna sulla storia e la cultura greca, divenendo professore invitato per il Centro per gli Studi ellenici del King's College London. Nel 2004, pubblicò Athens: A Cultural and Literary History e Olympics in Athens. 1896.